# 埃德温·兰西尔

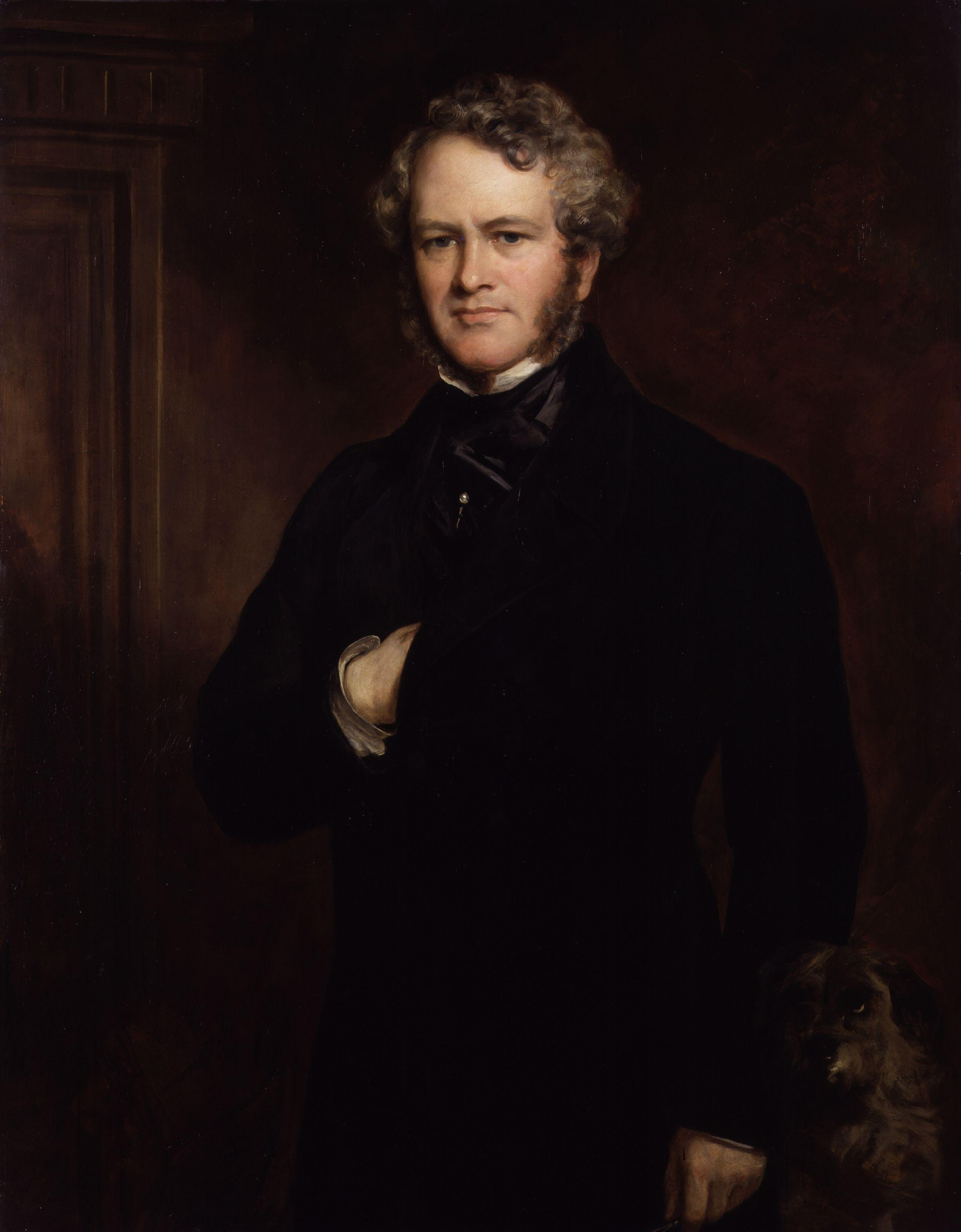
埃德温·亨利·兰西尔

埃德温·亨利·兰西尔RA（1802年3月7日 - 1873年10月1日）是一位英国画家和雕塑家，他創作了許多動物相關的作品。特拉法加广场纳尔逊纪念柱的狮子雕塑底座就是他設計的。1831年當選皇家艺术研究院院士。 